# Y'a pas de Bon Dieu !
Y'a pas de Bon Dieu ! est le premier roman policier de John Amila paru dans la collection Série noire avec le numéro 53 en 1950.

## Résumé
Le village de Mowalla et les terres environnantes doivent être engloutis lors de la construction d’un barrage. Paul Wiseman, pasteur méthodiste, a pris la tête des opposants. Les fermiers font exploser la baraque du chantier et en riposte, John Sorodale et les hommes de main de sa société tentent d’intimider le pasteur. Celui-ci maintenant sa défense des habitants, Sorodale lui brise le genou d’un coup de marteau. La révolte des fermiers grandit. Dans la voiture du maire, Paul Wiseman essuie des coups de feu. Il riposte et un des hommes de main est abattu. Un autre est attrapé par les habitants avant d’être récupéré par la police.
John Sorodale tente d’acheter les habitants en leur faisant des offres que certains sont prêts à accepter avant que le journaliste Forster n’annonce que le véritable but de Sorodale est en réalité l’extraction de l’uranium contenu dans le sous-sol des terres du village…

## Éditions
Le roman est publié dans la Série noire et réédité, mais signé Jean Amila, dans la collection Carré noir avec le numéro 36 en 1972.

## Autour du livre
Dans l’édition originale, le roman est indiqué comme étant « adapté de l'américain par Jean Meckert », véritable nom de John Amila.
Jean-Louis Barrault a voulu mettre en scène le roman et interpréter le rôle de Paul Wiseman.

## Sources
- Polar revue trimestrielle no 16, octobre 1995
- Claude Mesplède, Les Années Série Noire vol.1 (1945-1959), page 52, Encrage « Travaux » no 13, 1992
- Meckert devient Amila : John Amila